# 処刑教師
『処刑教師』（しょけいきょうし）は、1984年にテレビ朝日系「土曜ワイド劇場」で放送されたテレビドラマ。主演はかとうかずこと柴田恭兵。

## キャスト
- 小川詩子（東荒川堤中学校教師） - かとうかずこ
- 笠井道夫（東荒川堤中学校教師・谷岡光宏の担任） - 柴田恭兵
- 谷岡恭子（谷岡光宏の母親） - 中原ひとみ
- 野島英明の母親 - 中原早苗
- 花岡（東荒川堤中学校校長） - 久米明
- 横田（東荒川堤中学校教頭） - 名古屋章
- 谷岡誠治（自殺した谷岡光宏の父親） - 伊東四朗
- 磯村みどり、久富惟晴、出光元、小林栄次、高田奈美江、可愛かずみ、東泉徹、丸山清吾、杉本親寛、中野智行、久保田理恵、鶴田忍、大木正司、小池榮、長克巳、岩崎有

## スタッフ
- 原作 - 清水一行『処刑教師』
- 脚本 - 田坂啓
- 監督 - 田中登
- 音楽 - 三枝成章
- 制作 - テレビ朝日、日活撮影所